# Municipio de Otsego Lake
El municipio de Otsego Lake (en inglés: Otsego Lake Township) es un municipio ubicado en el condado de Otsego en el estado estadounidense de Míchigan. En el año 2010 tenía una población de 2847 habitantes y una densidad poblacional de 31,04 personas por km².

## Geografía
El municipio de Otsego Lake se encuentra ubicado en las coordenadas 44°54′19″N 84°40′15″O / 44.90528, -84.67083. Según la Oficina del Censo de los Estados Unidos, el municipio tiene una superficie total de 91.73 km², de la cual 84,75 km² corresponden a tierra firme y (7,61 %) 6,98 km² es agua.

## Demografía
Según el censo de 2010, había 2847 personas residiendo en el municipio de Otsego Lake. La densidad de población era de 31,04 hab./km². De los 2847 habitantes, el municipio de Otsego Lake estaba compuesto por el 97,72 % blancos, el 0,39 % eran afroamericanos, el 0,81 % eran amerindios, el 0,28 % eran asiáticos, el 0,32 % eran de otras razas y el 0,49 % eran de una mezcla de razas. Del total de la población el 1,76 % eran hispanos o latinos de cualquier raza.